# Roger Smith (tenista)
Roger Smith (Freeport (Bahamas), 20 de janeiro de 1964) é um ex-tenista profissional  bahamenho.
Seu melhor ranquiamento é em duplas onde foi N. 73 e conquistou 3 titulos, em simples furou o Top 100, sendo N. 96 do mundo da ATP, dividindo melhor posto de sua nação com Mark Knowles.

## Títulos na ATP

### Duplas (3)
|   | Data     | N.                         | Piso      | Parceiro     | Oponentes na Final           | Placar        |
| 1 | 16/10/88 | Open de Tel Aviv, Tel Aviv | Duro      | Paul Wekesa  | Patrick Baur Alexander Mronz | 6-3, 6-3      |
| 2 | 15/09/91 | ATP de Brasilia, Brasilia  | Sintético | Kent Kinnear | Ricardo Acioly Mauro Menezes | 6-4, 6-3      |
| 3 | 04/02/96 | ATP de Shanghai, Xanghai   | Sintético | Mark Knowles | Jim Grabb Michael Tebbutt    | 4-6, 6-2, 7-6 |

### Duplas finalistas
|   | Data     | N.                               | Piso | Campeões                         | Parceiro    | Placar   |
| 1 | 15/10/89 | Grand Prix de Toulouse, Toulouse | Duro | Mansour Bahrami Eric Winogradsky | Todd Nelson | 6-2, 7-6 |